# Xã Verona, Quận Adams, Nebraska
Xã Verona (tiếng Anh: Verona Township) là một xã thuộc quận Adams, tiểu bang Nebraska, Hoa Kỳ. Năm 2010, dân số của xã này là 241 người.